# Vobarno
Vobarno är en ort och kommun i provinsen Brescia i regionen Lombardiet i Italien. Kommunen hade 8 142 invånare (2018).